# Луч смерти (фильм)
«Луч смерти» — художественный фильм, поставленный кинорежиссёром Львом Кулешовым при участии Всеволода Пудовкина и по сценарию последнего.

## Сюжет
Действие происходит в одной из капиталистических стран и сосредотачивается вокруг изобретённого советским инженером Подобедом «луча смерти» — аппарата, взрывающего горючие смеси на расстоянии.
Агенты вражеской разведки выкрадывают изобретение, и оно становится орудием подавления рабочей забастовки в их стране. Однако рабочие захватывают аппарат и с его помощью взрывают в воздухе посланные против них бомбардировщики.
Фильм, по существу являющийся экспериментальной картиной творческой мастерской Кулешова, был отвергнут зрителем и подвергнут резкой критике в органах печати. А в первой версии романа «Двенадцать стульев» литературный халтурщик Никифор Ляпис-Трубецкой и два его компаньона — некто Ибрагим и «человек, созвучный эпохе» Хунтов принялись писать оперу под «отличным интригующим» названием «Лучи смерти» почти с тем же сюжетом, что и в фильме — «Советский изобретатель изобрел луч смерти и запрятал чертежи в стул. И умер. Жена ничего не знала и распродала стулья. А фашисты узнали и стали разыскивать стулья. А комсомолец узнал про стулья и началась борьба».
Фильм сохранился без 4-й части.

## В ролях
- Порфирий Подобед — инженер-изобретатель
- Всеволод Пудовкин — патер Рево
- Сергей Комаров — Томас Ланн
- Владимир Фогель — фашист Фог
- Александра Хохлова — женщина-стрелок / сестра Эдит
- Сергей Хохлов — Фредди, сын Эдит
- Н. Стравинская — дочь кочегара
- Андрей Горчилин — Рапп, электротехник
- Анна Чекулаева — жена Раппа
- Л. Страбинская
- Пётр Галаджев — Руллер / директор цирка
- Леонид Оболенский — майор Хард, главарь фашистов
- Виктор Пильщиков — племянник Руллера
- Михаил Доллер
- Лев Кулешов — эпизод
- Александр Громов — эпизод
- Андрей Файт — агент